# 錫山インターチェンジ

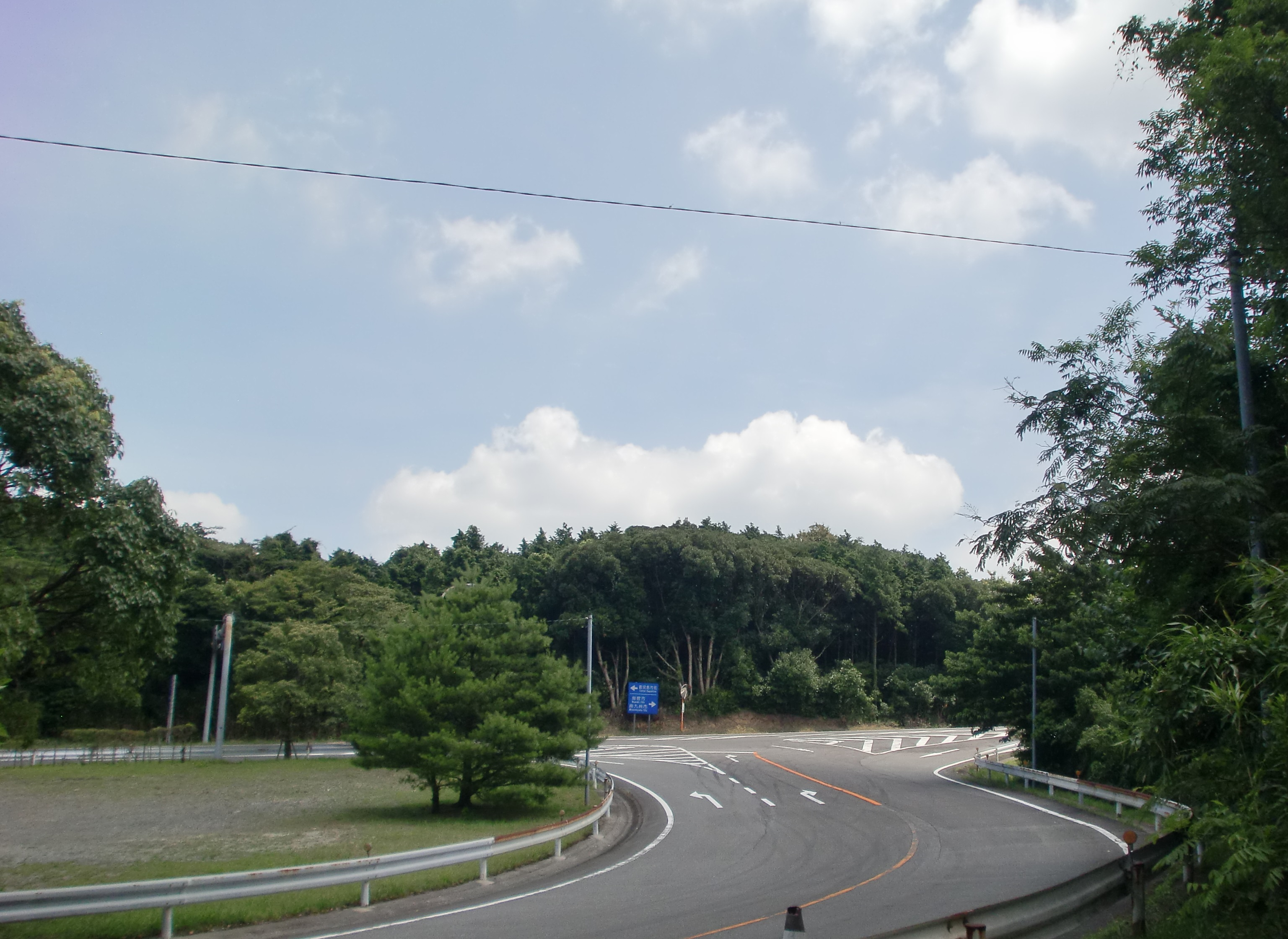
本線との合流は平面交差となっており、信号機も設置されていない。

錫山インターチェンジ（すずやまインターチェンジ）は、鹿児島県鹿児島市下福元町にある指宿スカイラインのインターチェンジである。

## 概要
全国的にも珍しい丁字路式の平面交差インターチェンジであるが、鹿児島市内より錦江高原ホテル・錦江ゴルフクラブ（現在跡地）に向かう際には最短ルートとなるため、谷山IC以南区間では意外と交通量は多い。

## 接続する道路
- 鹿児島県道19号鹿児島川辺線

## 料金所

### 入口
- 1ヶ所

### 出口
- 1ヶ所

## 隣
指宿スカイライン
谷山IC - 谷山TB - 錫山IC - 川辺IC